# Berijew Be-2500
Die Berijew Be-2500 Neptun (Бериев Бе-2500 Нептун) ist ein Projekt eines superschweren amphibischen Transportflugzeugs. Die maximale Startmasse wird auf 2500 Tonnen geschätzt.

## Konstruktion
Die Entwicklung der Be-2500 zielt darauf ab, einerseits mit einer geringeren Nutzlast transkontinentale Flüge in Reiseflughöhe von Jetflugzeugen zu absolvieren, als auch interkontinental in einer Bodeneffekt-Reiseflughöhe von Ekranoplanen dicht über Wasseroberflächen, dies mit der gesamten Nutzlast, zu fliegen. Das Konzept stammt von der früheren WWA-14. Das Flugzeug ist somit für interkontinentale Routen und für Operation von Seehäfen aus prädestiniert, wo nur verhältnismäßig geringe Anpassungen nötig seien. Laut Herstellerangaben wäre die Maschine zudem das ideale Gerät, um Raumschiffe in Äquatornähe und dort gleich in eine Startposition in der oberen Atmosphäre zu bringen.
Es gäbe zwei Ausführungen, die sich in der Anordnung der Getriebe und in der geometrischen Gestaltung der Struktur unterscheiden würden. Zunächst wurde mit dem bis 1994 konzeptualisierten NK-116-Motor des Kusnezow-Konstruktionsbüros in Samara geplant. Es wurden jedoch auch ausländische Triebwerke in Betracht gezogen, darunter das Rolls-Royce Trent 800, welches jedoch nur die Hälfte der angestrebten Leistung liefert.
Bei einer eventuellen Indienststellung würde die Be-2500 das größte Flugzeug der Welt sein.

### Entwicklungsstand
Konzepte solcher Flugzeuge wurde in den 1980er Jahren vom Berijew-Konstruktionsbüro in Zusammenarbeit mit dem ZAGI und ZIAM entwickelt. Ein Konzept trug die Bezeichnung Be-5000. Die Einsparung des Fahrwerks bei superschweren Flugzeugen könnte die Effizienz erhöhen, während gleichzeitig die Seetüchtigkeit einer großen Maschine den Betrieb bei größeren Wellenhöhen erlaubt, womit wetterbedingte Betriebseinstellungen vermindert würden.
Zur Realisierung plante Berijew die Zusammenarbeit mit ausländischen Partnern bei der Entwicklung des Flugzeugs, einschließlich Finanzierungsfragen. Es wurde bis zum Jahr 2008 geschätzt, dass die Kosten des Entwicklungsprogramms 10 bis 15 Milliarden US-Dollar erreichen würden. Das Projekt wurde im September 2000 an der Hydro Aviation Show 2000 in Gelendschik vorgestellt. Modelle waren in den folgenden Jahren 2004 in Farnborough und 2007 in Paris zu sehen. Das Projekt schien nicht Teil des staatlichen Programms „Entwicklung der Luftfahrtindustrie für 2013–2025“ des Industrieministeriums zu sein.

## Technische Daten
| Kenngröße                             | Daten                                                      |
| ------------------------------------- | ---------------------------------------------------------- |
| Besatzung                             | 2                                                          |
| Länge                                 | 123 m                                                      |
| Spannweite                            | 156 m                                                      |
| Höhe                                  | 29,12 m                                                    |
| Flügelfläche                          | 3428 m²                                                    |
| Flügelstreckung                       | 7,1                                                        |
| Nutzlast                              |                                                            |
| Leermasse                             |                                                            |
| max. Startmasse                       | 2500 t                                                     |
| Flächenbelastung                      | 730 kg/m²                                                  |
| Höchstgeschwindigkeit                 | 800 km/h in 10.000 m 450 km/h im Bodeneffekt               |
| Dienstgipfelhöhe                      |                                                            |
| Reichweite                            | 17.000 sm (31.484 km) in 10.000 m 10.700 km im Bodeneffekt |
| Triebwerke                            | 6 × Kusnezow NK-116                                        |
| minimales Schub-zu-Gewicht-Verhältnis | 0,025                                                      |